# Røyset
Røyset est un village de Norvège, situé dans le comté de Møre og Romsdal. Røyset est aussi connu(e) sous les graphies Rodset, Rotset, Royset, Rödset, Rötset et Røyset. Les localités à proximité de Røyset sont :  Rise (à 1,7 km), Bigset (à 1,9 km), Hareid (à 3,3 km), Hjørungavåg (à 4,6 km), Korshamn (à 6 km), Saunes (à 6,3 km) et Ulsteinvik (à 7 km). La ville importante la plus proche est Ålesund, à 16,2 km.
Røyset possède un climat tempéré océanique, sans saison sèche et avec un été tempéré.